# ژان باپتیست واکت دو گریبووال
ژان باپتیست واکت دو گریبووال (فرانسوی: Jean-Baptiste Vaquette de Gribeauval) زادهٔ ۱۵ سپتامبر ۱۷۱۵م، و مرگ به تاریخ ۹ مه ۱۷۸۹م، در سن۷۳ سالگی در پاریس، یک افسر و مهندس توپخانه پادشاهی فرانسه بود.
 گریبووال با ابداع یک شیوه جدید در تولید توپ جنگی، باعث تحولی تاریخی در سامانه توپخانه فرانسه و متعاقباً جهان شد. شیوه گریبووال، که قادر به تولید سلاحی سبکتر، هم شکل تر و بدون هزینهٔ کاهش بُرد بود، جایگزین شیوه قبلی شد. پیروزی‌های ارتش پادشاهی فرانسه در طول جنگ‌های ناپلئونی، تا حد زیادی مدیون وجود این سامانه جدید توپخانه بود. ژان باپتیست واکت دو گریبووال، اولین مبتکر استفاده از قطعات قابل تعویض در ساختکار اسلحه محسوب می‌شود. ابتکاری که طی چندین نسل بعد، به بخش بزرگی از صنایع، تعمیم یافت و مقدمه ای برای تولید انبوه قطعات پیش ساخته شد.

## پیشینه
ژان باپتیست واکت دو گریبووال در سال ۱۷۱۵م، درشهر آمین در دوران پادشاهی فرانسه، به دنیا آمد. پدرش یکی از صاحب منصبان عالی رتبهٔ دستگاه قضایی کشور پادشاهی فرانسه بود. ژان باپتیست در سال ۱۷۳۲م، به عنوان داوطلب مشغول خدمت در قوای توپخانه ارتش پادشاهی فرانسه شد. سه سال بعد، در سال ۱۷۳۵م، به درجه افسری ارتقاء یافت. از آن پس در کنار وظایف نظامی دیگر، نزدیک به بیست سال در بخش تحقیقات علمی ارتش پادشاهی فرانسه خدمت کرد. وی در سال ۱۷۵۲م، به فرماندهی واحد جنگ تونل در ارتش پادشاهی فرانسه منصوب گشت. در سال ۱۷۵۵م، در یک مأموریت مربوط به سومین نبرد سلیزی به پروس، اعزام شد.
در سال ۱۷۵۷م، گریبووال که در آن زمان درجه ای معادل سرهنگی داشت به نمایندگی از ارتش پادشاهی فرانسه به اتریش اعزام شد و ضمن پایه‌گذاری گردان مهندسی ارتش اتریش، در جنگ هفت‌ساله شرکت کرد. وی در چند عملیات، از جمله در دفاع از شویدنگتسا، فرماندهی واحد مهندسی را شخصاً بر عهده داشت. ضمن این عملیات یک توپ جنگی که وی در سال ۱۷۴۸م، طراحی کرده بود، به‌طور گسترده مورد آزمون عملی قرار گرفت و تکمیل شد.
در سال ۱۷۶۲م، گریبووال طی گزارشی، سامانهٔ جدید توپخانهٔ ارتش اتریش را با توپخانهٔ ارتش پادشاهی فرانسه مقایسه کرد. گزارشی که به نوبه خود موجب تحولی تاریخی در سامانهٔ توپخانهٔ فرانسه شد. همچنین وی ضمن همراهی با ارتش اتریش، مطالعات خود را در مورد جنگ تونل ادامه داد و باعث پیشرفت و گسترش این دانش نظامی شد. 
ملکه ماریا ترزا ضمن تقدیر از خدمات گریبووال به وی نشان ماریا ترزا را تقدیم کرد.

گریبووال در سال ۱۷۶۴م، به فرانسه بازگشت و در مقام افسر بازرس توپخانه، مشغول خدمت در ارتش پادشاهی فرانسه شد. سال بعد در سال ۱۷۶۵م، به درجه ای معادل سپهبدی ارتقاء یافت.
ژان باپتیست واکت دو گریبووال، در تاریخ ۹ مه ۱۷۸۹م. در سن۷۳ سالگی در شهر پاریس در دوران پادشاهی فرانسه درگذشت.